# Konjic
Konjic (kyrilliska: Коњиц) är en stad i kommunen Konjic i kantonen Hercegovina-Neretva i centrala Bosnien och Hercegovina. Staden ligger vid floden Neretva, cirka 44 kilometer sydväst om Sarajevo. Konjic hade 10 732 invånare vid folkräkningen år 2013.
Av invånarna i Konjic är 88,29 % bosniaker, 5,66 % kroater, 1,82 % serber, 0,42 % muslimer och 0,41 % bosnier (2013).